# Robert I. (Frankreich)
Robert I. von Frankreich (* 866; † 15. Juni 923 in der Schlacht von Soissons), König des Westfrankenreichs bzw. von Frankreich von 922 bis zu seinem Tod, war der jüngere der beiden Söhne Graf Roberts des Tapferen, des Ahnherrn des Hauses der Robertiner, und der Adelheid von Tours. Sein älterer Bruder Odo von Paris war bereits als erster Nichtkarolinger von 888 bis 898 König gewesen. Von Robert I. stammten alle späteren Robertiner ab und damit auch, in ununterbrochener männlicher Linie, alle späteren Könige von Frankreich aus dem Haus der Kapetinger, somit das gesamte „Haus Frankreich“ (Maison de France) einschließlich des Hauses Valois und der Bourbonen.

## Leben
König Odo, der keinen männlichen Nachkommen hatte, übertrug seinem Bruder Robert die Grafschaften, die er vor seiner Thronbesteigung selbst besessen hatte, nämlich Paris, Angers, Tours, Orléans und Blois. Später (890) gab er Robert zusätzlich die Grafschaft Poitiers. Außerdem war Robert Markgraf in Neustrien. Zugleich war er „Laienabt“ zahlreicher Abteien, darunter Saint-Denis bei Paris und Saint-Martin de Tours, das heißt, er konnte nach damaligem Brauch über die Einkünfte dieser Klöster verfügen. Robert war jedoch nicht – wie man früher glaubte – „Herzog der Franken“ oder „Herzog von Franzien“; dieses Amt wurde erst später geschaffen, und die einzige Urkunde, die Robert als dux Francorum bezeichnet, ist eine Fälschung. Die Stärkung der robertinischen Hausmacht, die sich aus Roberts Ämterhäufung ergab, führte zu Unmut bei den Großen des Reichs und trug dazu bei, dass Gegner der Robertiner einen Karolinger, Karl III. den Einfältigen, zum Gegenkönig gegen Odo erhoben.
Odo verständigte sich nach einem Bürgerkrieg mit Karl; Karl anerkannte Odo als König und wurde dafür von diesem als Nachfolger akzeptiert. Nach dem Tod Odos (898) hielt sich Robert an diese Abmachung und erhob keinen Anspruch auf die Krone. So konnte Karl ungehindert die Nachfolge antreten. Er bestätigte Robert in seinen Ämtern und Besitzungen, insbesondere in seiner Stellung als Markgraf. So behielt Robert die alleinige Macht über ein Bündel von Abteien, Grafschaften und Rechten, die dadurch dem Zugriff des Königtums entzogen blieben; König Karl sicherte Robert urkundlich zu, dass er alle diese Güter seinem Sohn vererben durfte. Die Grafschaften ließ Robert von ihm nachgeordneten Vasallen verwalten, die nur ihm persönlich unterstanden und keine „Getreuen“ des Königs mehr waren. Auch andere Markgrafen konnten sich damals eine derartige Stellung sichern, was zu einer erheblichen Schwächung des Königtums führte. In der Folgezeit sicherte Robert die Verteidigung Nordfrankreichs gegen die Normannen. 911 fügte er zusammen mit Richard von Burgund (Richard dem Gerichtsherrn) den Seine-Normannen eine schwere Niederlage zu, doch 921 musste er Nantes den Loire-Normannen überlassen.
Der Friede zwischen dem König und seinem mächtigen Vasallen wurde bis um 921 nicht ernsthaft gestört. Es hatte sich jedoch im Adel Unmut angesammelt, weil Karl seinen Günstling Hagano förderte, einen Lothringer niedriger Herkunft, der überdies für die Westfranken ein Landesfremder war. Daher kündigten 920 manche Vornehme Karl den Gehorsam auf, nachdem Karl sich geweigert hatte, Hagano zu entlassen. Als Karl dann beschloss, die Abtei Chelles der Äbtissin Rothild, der Schwiegermutter von Roberts Sohn Hugo, wegzunehmen, um sie Hagano zu geben, bedeutete das den endgültigen Bruch mit dem oppositionellen Adel und besonders den Robertinern. Robert ließ sich am 29. Juni 922 in Reims zum Gegenkönig wählen; am folgenden Tag wurde er dort durch Erzbischof Walter von Sens gekrönt.
Karl stellte eine Armee auf und marschierte gegen den Usurpator. Am 15. Juni 923 fiel Robert in der Schlacht bei Soissons. Die Schlacht endete dennoch mit einem Sieg seiner Truppen. Daher konnten die Anhänger Roberts umgehend dessen Schwiegersohn, Herzog Rudolf von Burgund, zu seinem Nachfolger erheben, nachdem Roberts Sohn Hugo die Krone abgelehnt hatte.

## Nachkommen
König Robert I. war aller Wahrscheinlichkeit nach zweimal verheiratet. Die Mutter seines Sohnes Hugo Magnus war eine Frau namens Beatrix, welche allgemein als Tochter des Grafen Heribert I. von Vermandois und damit als Angehörige des Geschlechts der Karolinger zugerechnet wird. Diese Annahme basiert allerdings auf einem zweifelhaften Beleg aus dem 11. Jahrhundert, während zeitgenössische Quellen keinerlei Angaben über die Herkunft der Beatrix liefern.
Die zweite Frau Roberts I. dürfte die in einer königlichen Urkunde aus dem Jahr 907 genannte Adela gewesen sein, wenngleich diese oft auch für eine seiner Töchter gehalten wird. Jedenfalls ging aus dieser zweiten Ehe mindestens eine Tochter hervor, die den Grafen Heribert II. von Vermandois heiratete. Robert I. hatte noch eine zweite Tochter namens Emma, die den Herzog Rudolf von Burgund heiratete, der nach dem Tod Roberts zum neuen westfränkischen König erhoben worden war. Die Mutter Emmas ist nicht genau bestimmbar.
Roberts Enkelsohn war der dux Hugo Capet, der 987 zum König erhoben wurde und die Dynastie der Kapetinger begründete.